# Nádia Petrovna da Rússia
Nádia Petrovna da Rússia (Palácio Dulber, 3 de março de 1898 — Chantilly, 21 de abril de 1988) foi a terceira filha do Grão-duque Pedro Nikolaevich da Rússia e da sua esposa, a Princesa Milica de Montenegro.

## Biografia
Era filha do grão-duque Pedro Nikolaevich da Rússia e da sua esposa, Milica de Montenegro, filha do rei Nicolau I de Montenegro. Como bisneta do czar Nicolau I da Rússia, Nádia não estava na linha sucessória do trono russo e detinha apenas o título de "Princesa da Rússia", mas, assim como a irmã Marina, estava na linha sucessória do trono montenegrino.

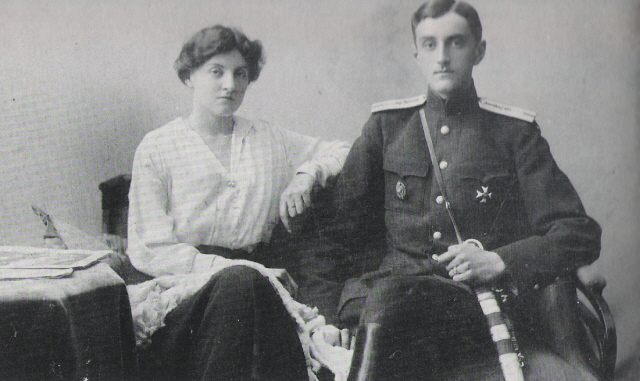
Nádia com o irmão Romano em 1917

Nádia esteve noiva do príncipe Oleg Constantinovich da Rússia antes do rebentar da Primeira Guerra Mundial, no entanto o seu noivo foi morto durante o conflito. Acabou então por se casar com o príncipe Nicolau Orlov na Crimeia em Abril de 1917 e o casal estava entre os membros da família Romanov que escapou da Revolução Russa de 1917 a bordo do navio de guerra enviado pelo rei Jorge V do Reino Unido. A sua filha bebê, a princesa Irina Orlova, nascida em março de 1918, era a passageira mais nova do navio.
Nádia e Orlov tiveram duas filhas:
1. Irina Nikolaievna Orlova (27 de março de 1918 - 16 de setembro de 1989). Casada em primeira núpcias em Roma a 27 março de março de 1940 com o barão Hans von Waldstatten (divorciados em 1946) e, pela segunda vez a 8 de janeiro de 1960, com Anthony Adam Zylstra. Com descendência;[3]
2. Xenia Nikolaievna Orlova (27 de março de 1921 – 17 deagosto de 1963); Casada em primeira núpcias em Avon a 27 de março de 1940 (divorciados em 1950) com Paul-Marcel de Montaignac de Pessotte-Bressolles e, pela segubda vez em Paris a 14 de março de 1951, com Jean Albert d'Almont. Com descendência.[4]

A princesa Nádia morreu em Chantilly, na França, em 21 de abril 1988. A sua filha deixou descendentes após ir para a América.